# Garp
Garp (fornisländska garpr), ursprungligen en oförfärad, stridsfärdig man, sedermera "morsk man", "översittare", var under medeltiden både i Sverige och Norge den vanliga benämningen på tyskar. För att utveckla kunnandet i den svenska gruv- och hytthanteringen försökte den svenska statsmakten under Gustav Vasas ledning att rekrytera tyska bergsmän, vilka inte alltid sågs med blida ögon av de svenska bergsbönderna. De skälldes därför ofta för garpar i ungefärligt betydelse av storskrävlare. Det var också särskilt brukligt såsom smädenamn på tyskar från hansestäderna. 
Ordet lever idag kvar som första sammansättningsled i åtskilliga ortnamn, såsom Garpenberg, Garphyttan, Garpströms bruk i Arboga socken, i gruvnamn såsom den tidigare gruvan i Åtvidabergs bergslag Garpgruvan och i Garpa skans i Huskvarna.
Tidigare brukades även en feminin form av ordet, garpissa.